# Henrik Rönnlöf Castegren
Sven Henrik Olof Castegren, noto con il cognome Rönnlöf Castegren a seguito di matrimonio avvenuto nel giugno 2024, (Norrköping, 28 marzo 1996), è un calciatore svedese, difensore del Sirius.

## Carriera

### Club
Dopo aver compiuto tutta la trafila delle giovanili nell'IFK Norrköping, Castegren è stato girato in prestito al Sylvia – altra squadra della cittadina di Norrköping – sia per la stagione 2014 che per quella 2015, entrambe disputate da titolare in Division 2 ovvero la quarta serie del calcio svedese.
Rientrato all'IFK Norrköping, ha fatto il suo debutto in Allsvenskan il 22 maggio 2016 nel pareggio per 2-2 contro l'Örebro, quando è subentrato nei minuti finali al posto di Tesfaldet Tekie. Nell'arco di quel campionato, Castegren ha collezionato complessivamente quattro presenze. Nel precampionato della stagione 2017 si è infortunato gravemente al legamento crociato del ginocchio destro durante una partita della formazione Under-21 del club, ed è stato costretto a saltare l'intera annata.
Ristabilitosi, nel maggio del 2018 è passato temporaneamente al Degerfors, militante in Superettan, con un prestito a breve termine.
Castegren infatti è tornato all'IFK Norrköping già nel successivo mese di luglio, iniziando a trovare le prime presenze da titolare nella massima serie nella rimanente parte di stagione, tanto da prolungare il suo contratto di tre anni nell'ottobre seguente. Nel corso dell'Allsvenskan 2019 ha collezionato 13 presenze, mentre il suo utilizzo è ulteriormente aumentato nelle due stagioni seguenti nelle quali ha giocato in entrambe le occasioni in 27 delle 30 giornate in calendario. Dopo essere stato vicino ad essere ceduto nell'estate del 2021, ha lasciato il club alla fine del dicembre seguente, andando in scadenza di contratto.
Ingaggiato a parametro zero dai polacchi del Lechia Danzica nel febbraio 2022, in quasi una stagione e mezzo ha giocato solo 7 partite di campionato e una di Coppa di Polonia. Il 23 maggio 2023 il club ha comunicato la rescissione contrattuale con il giocatore a partire dal 1º giugno.
Il 21 giugno 2023, durante la pausa estiva dell'Allsvenskan 2023, gli svedesi del Sirius hanno ufficializzato l'arrivo di Castegren con un accordo di un anno e mezzo.
Il 3 febbraio 2025 è stato ufficialmente ceduto agli ungheresi del Debrecen. La parentesi magiara, tuttavia, è durata solo pochi mesi, poiché dopo dodici presenze, in estate è tornato al Sirius a titolo definitivo.

### Nazionale
Nel 2024 ha esordito in nazionale.